# ユナイテッド・アジアエンターティメント
ユナイテッド・アジアエンターティメント（英: United Asia Entertainment）は東京都港区南青山にある音楽ソフト会社。

## 所属アーティスト
- Zero
- LENA PARK
- en-Ray
- 池上ケイ（berry）